# پشت‌تنگ سفلی (هلیلان)
پشت‌تنگ سفلی یا لره وند، روستایی در دهستان گوران بخش مرکزی شهرستان هلیلان در استان ایلام ایران است.

## جمعیت
بر پایه سرشماری عمومی نفوس و مسکن در سال ۱۳۹۵، جمعیت این روستا برابر با ۲۵۲ نفر (۷۵ خانوار) بوده‌است.